# Symplectoscyphus longithecus
Symplectoscyphus longithecus är en nässeldjursart som först beskrevs av V.S. Bale 1888.  Symplectoscyphus longithecus ingår i släktet Symplectoscyphus och familjen Sertulariidae. Inga underarter finns listade i Catalogue of Life.